# ゆきやなぎ
ゆきやなぎは、日本の漫画家。血液型はA型。既婚者で子持ち。
1994年に『月刊少年キャプテン』でデビュー。商業のゲームアンソロジーで活動した後、成人向け漫画を描くようになる。現在は同人サークル「シャルロット・ココ」で同人活動も行なっている。

## 作品リスト

### 漫画
一般雑誌掲載作品
- おそって♥オオカミくん（月刊ドラゴンエイジ）

成人向け漫画単行本
- しかって!双子姉妹
- 聖女学園～ソルヴィエールの伝説～
- プラザCOMIX メイドさんといっしょ
- ミニスカート同盟プラザCOMIX
- えろつま
- ミルクママ
- 金曜日の人魚姫
- いやらしい夢
- 煩悩生徒会unlimited
- ミルク・ミルク
- びんかん娘
- 妹の穴
- まゆ先生はHで困る!!

### イラスト
- 火魅子炎戦記（イラスト担当）
- めいどdeおゆうぎ（イラスト担当） ※美少女ゲーム（18禁）